# دانشگاه بین المللی پزشکی کوالالامپور

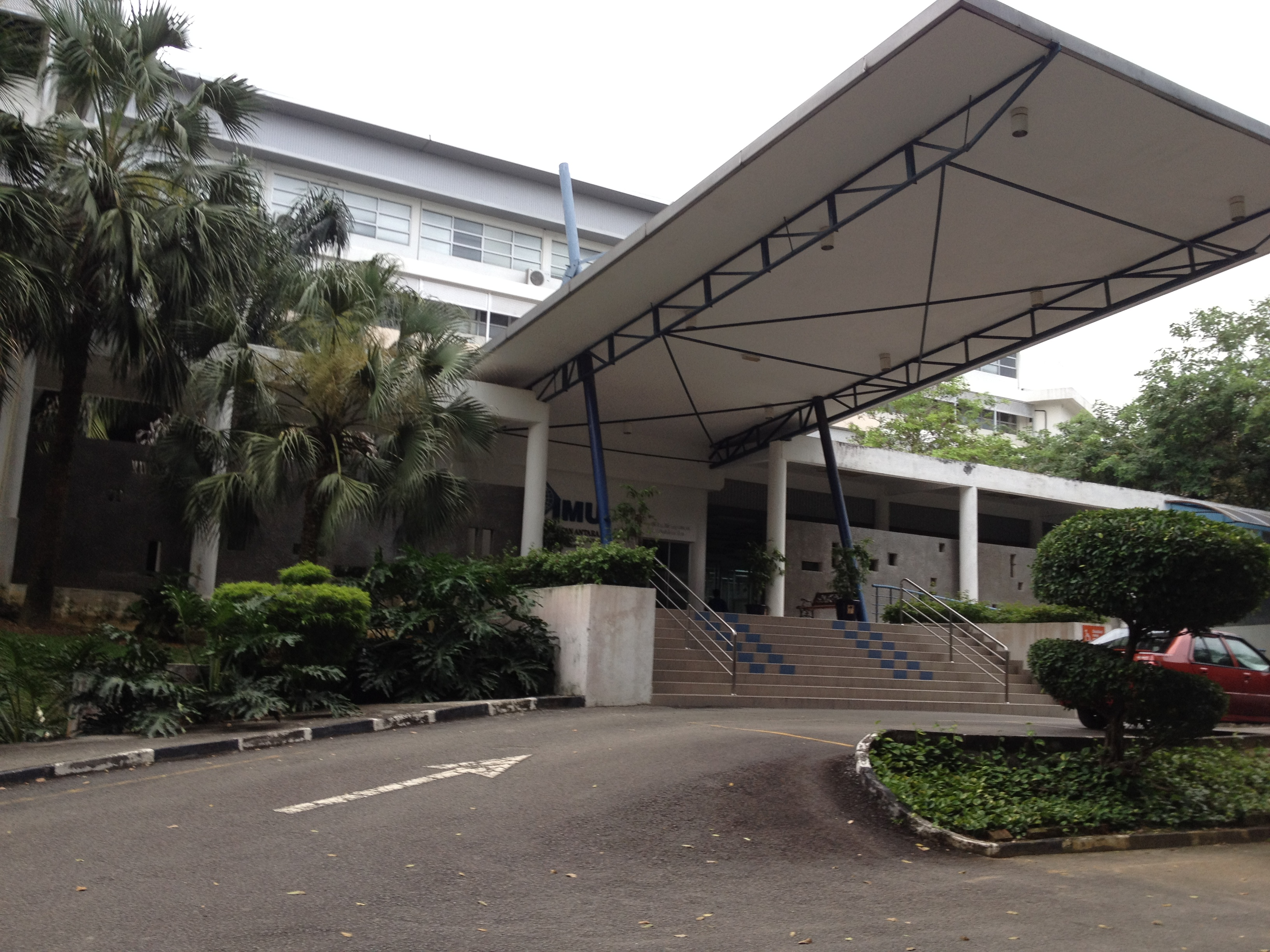
درب ورودی دانشگاه بین المللی پزشکی کوالالامپور - ۲۰۱۲

دانشگاه بین المللی پزشکی کوالالامپور (IMU) یک دانشگاه خصوصی، انگلیسی زبان، علوم بهداشتی در کوالالامپور، مالزی است. این مؤسسه در سال ۱۹۹۲ تأسیس شد و در زمینه تحقیق و تدریس در زمینه پزشکی و مراقبت‌های بهداشتی با گرایش بین المللی فعال است. مدیر دانشگاه بین المللی پزشکی کوالالامپور پروفسور دکتر عبدالعزیز بابا است.